# Ingleside on the Bay
Ingleside on the Bay és una població dels Estats Units a l'estat de Texas. Segons el cens del 2000 tenia 659 habitants.

## Demografia
Segons el cens del 2000, Ingleside on the Bay tenia 659 habitants, 260 habitatges, i 199 famílies. La densitat de població era de 848,1 habitants/km².
Dels 260 habitatges en un 28,1% hi vivien nens de menys de 18 anys, en un 68,8% hi vivien parelles casades, en un 5,4% dones solteres, i en un 23,1% no eren unitats familiars. En el 18,1% dels habitatges hi vivien persones soles el 6,9% de les quals corresponia a persones de 65 anys o més que vivien soles. El nombre mitjà de persones vivint en cada habitatge era de 2,53 i el nombre mitjà de persones que vivien en cada família era de 2,87.
Per edats la població es repartia de la següent manera: un 22,3% tenia menys de 18 anys, un 5,2% entre 18 i 24, un 26,6% entre 25 i 44, un 32,8% de 45 a 60 i un 13,2% 65 anys o més.
L'edat mediana era de 43 anys. Per cada 100 dones de 18 o més anys hi havia 102,4 homes.
La renda mediana per habitatge era de 45.500 $ i la renda mediana per família de 50.357 $. Els homes tenien una renda mediana de 37.986 $ mentre que les dones 22.411 $. La renda per capita de la població era de 18.067 $. Aproximadament el 9,8% de les famílies i el 12,4% de la població estaven per davall del llindar de pobresa.

## Poblacions més properes
El següent diagrama mostra les poblacions més properes.